# TRT 1
TRT 1, este primul post național de televiziune turc. A fost lansat la 31 ianuarie 1968.
TRT 1 a început emisiunile naționale depline în decembrie 1971. Acesta a fost singurul canal în Turcia până în 15 septembrie 1986, atunci când TRT a început transmisiile de testare pentru 2. Kanal. De asemenea, este disponibil în Azerbaidjan, prin intermediul radiodifuziunii terestre.